# Park Leśny Zdroje
Park Leśny Zdroje, nazývaný také Uroczysko Zdroje a česky lze přeložit jako Lesní park Zdroje, je městský park nebo lesopark v krajinném parku Szczeciński Park Krajobrazowy Puszcza Bukowa v Polsku. Nachází se také v městské čtvrti Prawobrzeże města Štětín v Západopomořanském vojvodství a makroregionu Pobrzeże Szczecińskie.

## Historie a popis
Park Leśny Zdroje má plochu rozloze 173 ha a je severozápadní částí bukového pralesa Puszca Bukowa, která je oddělená dálnicí A6. Les je tvořen převahou bukových, bukojedlových a borových porostů s několika památnými stromy, např. Tis Warcisław, Dąb Książęcy aj. Uprostřed parku leží malebné antropogenní jezero Jezioro Szmaragdowe, které je bývalým lomem zaniklým v roce 1925. Voda v jezeru má vysoký obsah uhličitanu vápenatého. Park je oblíbenou turistickou destinací v oblasti se značenými turistickými trasami (např. Szlak Familijny przez Park Leśny Zdroje), vyhlídkami, mostem a zaniklými budovami, např. Ruiny pałacu Toepffera, Ruiny wieży Baresel, bývalé bunkry, zaniklá železnice atd. Nejvyšším bodem parku je kopec Czanowskie Wzgórze (94 m n. m.) a zajímavým kopcem je také Widok (55 m n. m.), který je haldou. Jsou zde také 4 granitové balvany Głazy Morowe, umístěné na bývalé hranici mezi okresy Gryfino a Štětín. Na balvanech, které pravděpodobně připomínají morovou epidemii, jsou vyryty letopočty 1773 a lotrinské kříže. Povrch parku se začal formovat během doby ledové, kdy ledovec způsobil značné zvlnění, a vyzdvižení některých horninových vrstev.

## Další informace
Park je celoročně volně přístupný.

## Galerie

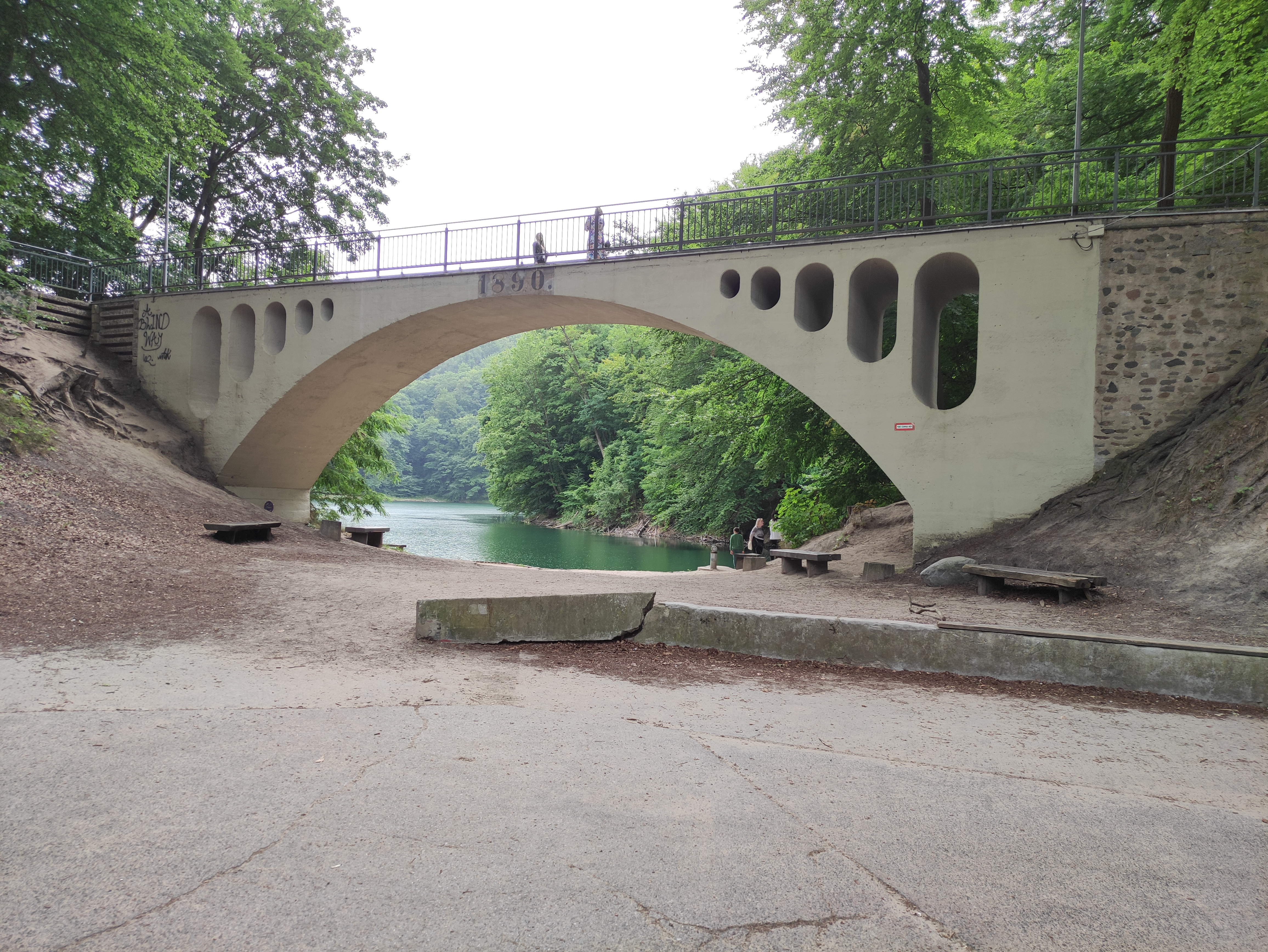
Most
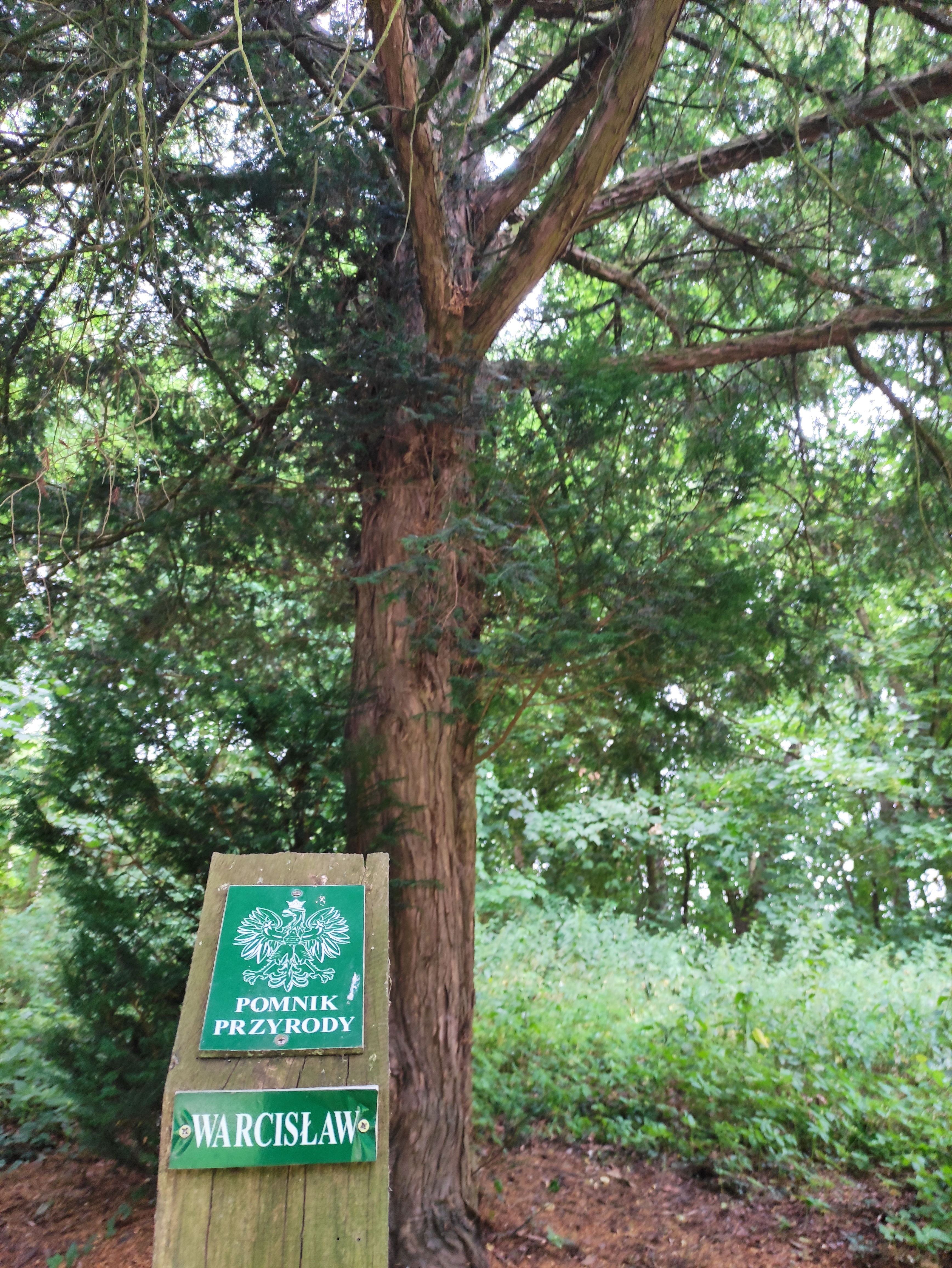
Tis Warcisław
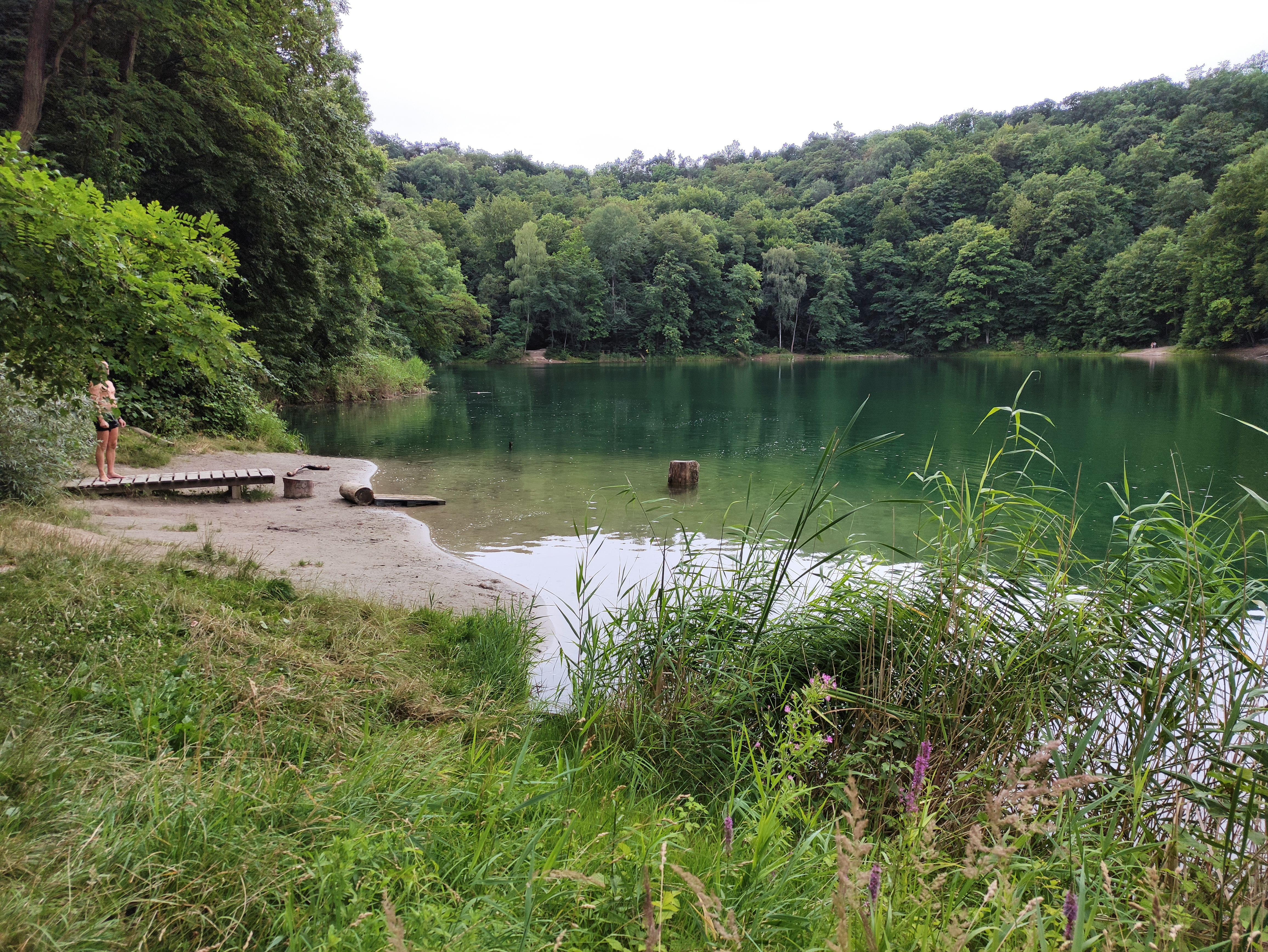
Jezioro Szmaragdowe
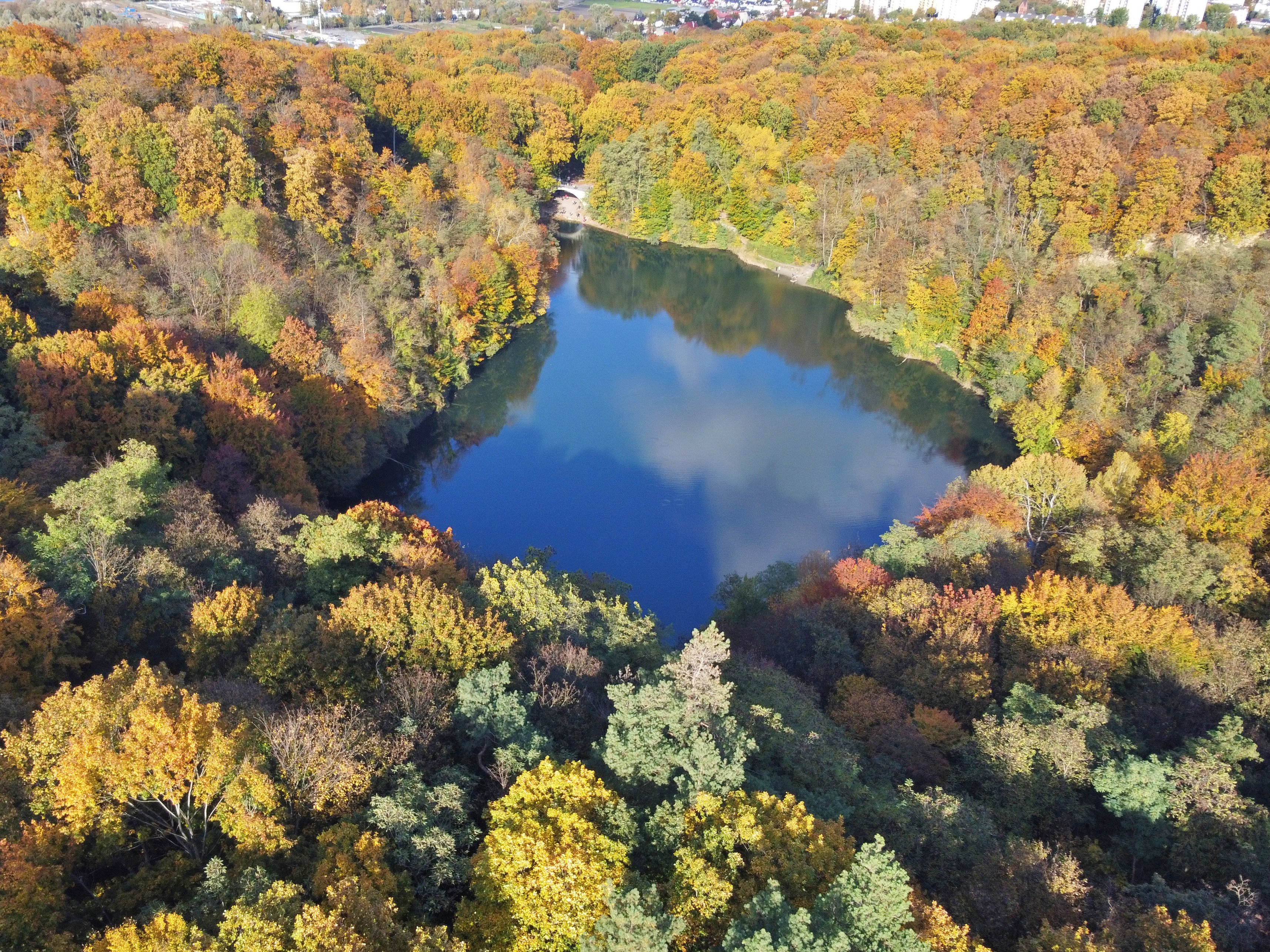
Jezioro Szmaragdowe
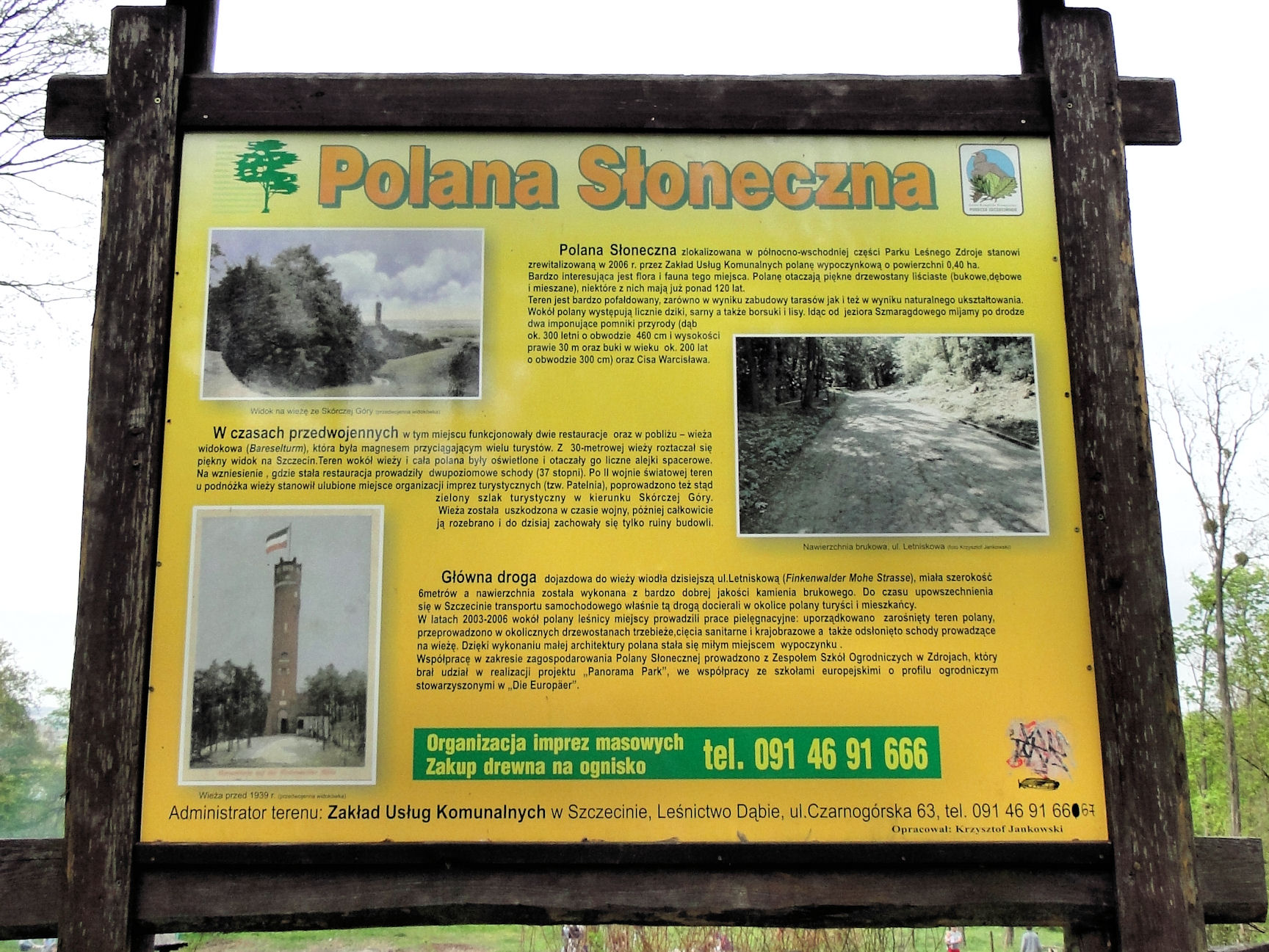
Informační panel (Polana Słoneczna)
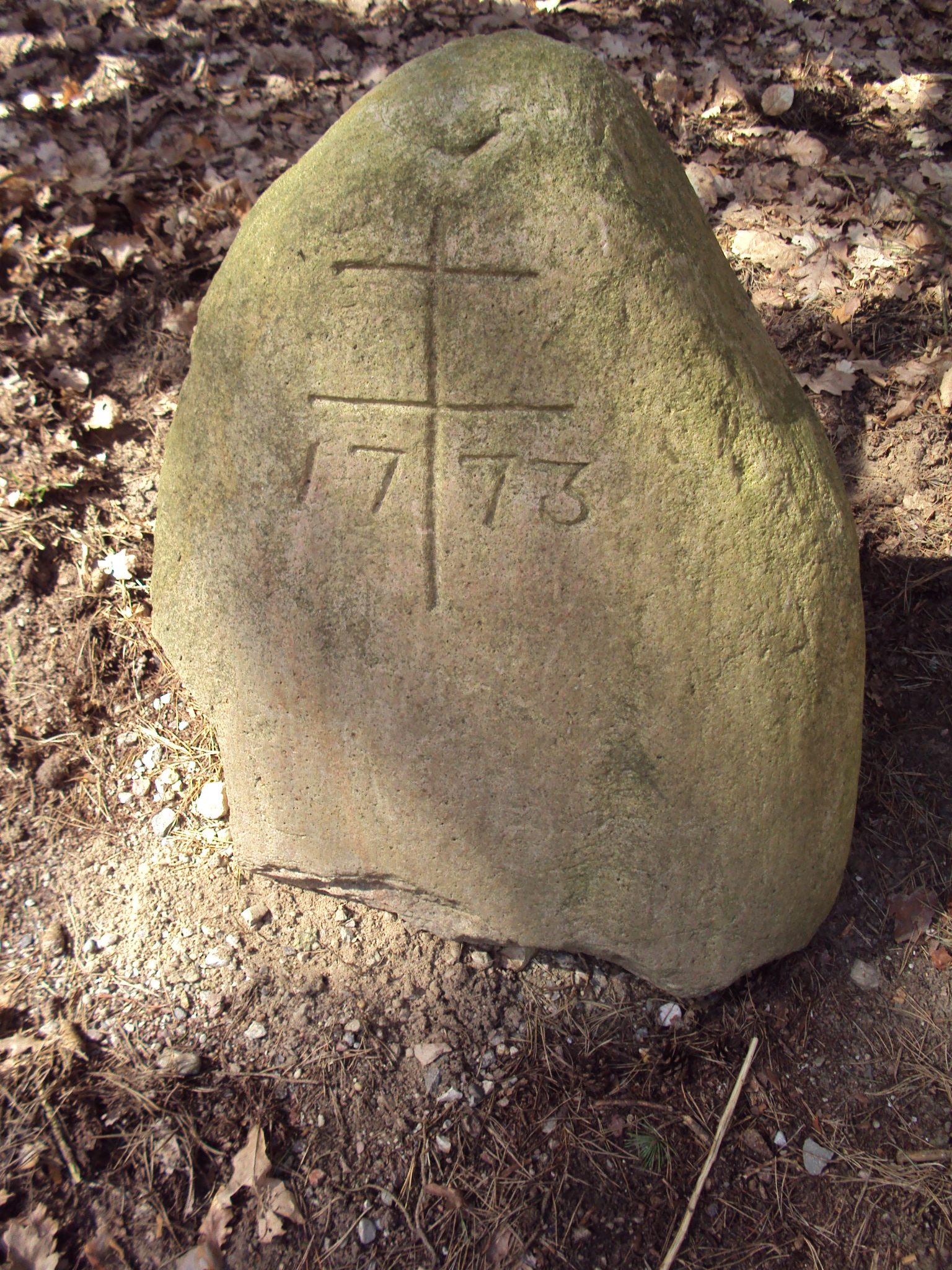
Głazy Morowe
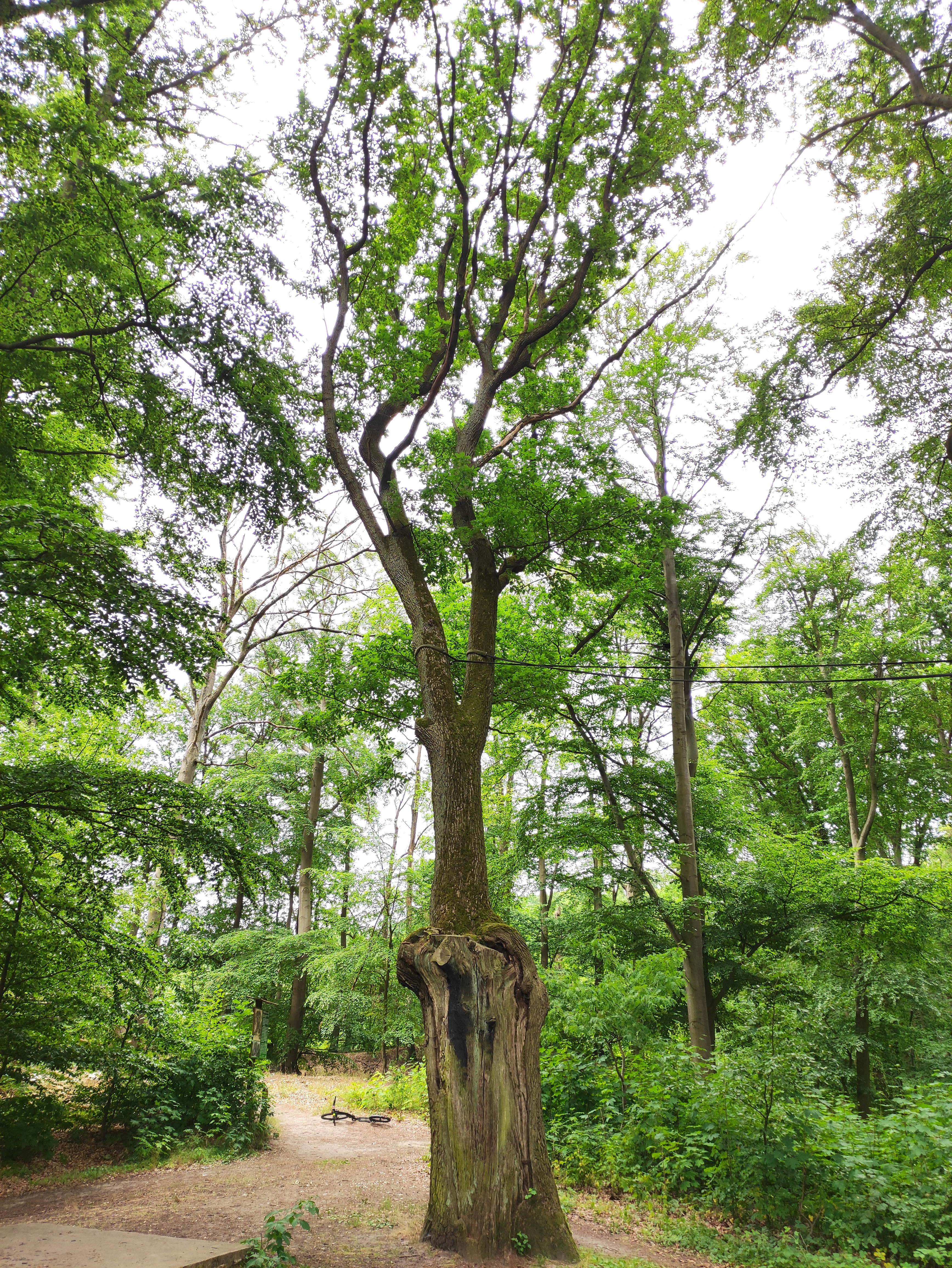
Dąb Książęcy